# سیارک ۲۲۶۲۶
سیارک ۲۲۶۲۶ (به انگلیسی: 22626 Jengordinier، نامگذاری:1998KS37) بیست و دو هزار و ششصد و بیست و ششمین سیارک کشف شده‌است که در ۲۲ مه ۱۹۹۸ کشف شد.
قدر مطلق سیارک برابر ۱۱.۲ است.